# Carolin Bürger
Carolin Bürger (* 20. September 1988 in Bernburg) ist eine deutsche Wasserspringerin. Sie startet für den SV Halle im Kunstspringen vom 1-m- und 3-m-Brett. Trainiert wird sie von Horst Wels.
Bürger kam mit neun Jahren zum Wasserspringen. Sie feierte im Jahr 2005 ihre ersten Erfolge, als sie im Juniorenbereich Deutsche Meisterin wurde und sich für die Junioren-Europameisterschaft qualifizierte. Den Durchbruch im Erwachsenenbereich schaffte sie schließlich im Jahr 2009. Bei der Europameisterschaft in Turin sprang sie ihre erste internationale Meisterschaft im Erwachsenenbereich. Sie erreichte vom 1-m-Brett Rang sechs. Bürger startete auch bei der Weltmeisterschaft in Rom, dort verpasste sie vom 1-m-Brett als 13. des Vorkampfs das Finale jedoch knapp. Auch aufgrund von Verletzungen verpasste sie im folgenden Jahr die Europameisterschaft in Budapest.
Bei Deutschen Meisterschaften erreichte Bürger bislang jeweils fünf zweite und dritte Ränge.